# Fractalia
Fractalia es una banda de Metal de México, que como referencia se ha catalogado como Metal gótico sin que esto sea limitante o excluyente para ubicarlos en otros estilos. La banda terminó de conformarse en julio de 2000 con Maly Reyes en las vocales, Joel Villanueva (batería), César Díaz (guitarra) e Iván Díaz(bajo).

## Estilo
La música de Fractalia tiene tintes del Doom, gótico y progresivo que se entremezclan de forma innata por parte de cada uno de sus integrantes. Muchas han sido las influencias que mueven a Fractalia, y estas van desde bandas de rock nacionales como Ansia, Caifanes y Santa Sabina hasta bandas más representativas del metal internacional como Pantera, Metallica e Iron Maiden, entre otras, sin que estas tengan nada que ver en cómo crean su música. 
Este álbum producido por Discos Misha bajo el sello de Dilemma, les ha permitido llevar su propuesta a todas partes de México. Su música ha trascendido fronteras llegando a países de Hispanoamérica, Estados Unidos y parte de Europa a través del Internet gracias a estaciones como Gotham Radio y otras que emiten a través del shoutcast.
Sin embargo, la procedencia independiente de este disco cobró creces en la calidad final de la grabación, talón de Aquiles de muchas bandas mexicanas. Aun así en esta producción se logra identificar la calidad interpretativa de la banda mostrando una independencia totalmente creativa, sin imitaciones o referencias a ningún grupo de la escena nacional o extranjera, mostrando también un sonido sencillo pero con un gran compromiso de ofrecer algo fresco, novedoso y de gran calidad musical. Esto ha hecho que las presentaciones en vivo cobren más impacto, que el disco, donde la interpretación individual resalta sobre cualquier concepto preconcebido hacia la banda y en donde hasta al momento han mostrado una gran consistencia con la idea inicial, junto con la descripción de las aportaciones que le da cada integrante a la música y que se notan inmediatamente al iniciar cada interpretación.
El sentimiento que imprime César a los solos de guitarra dan un ejemplo de lo que se puede lograr cuando se sincronizan la pasión y la claridad interpretativa en el rasgueo del instrumento líder de esta banda, casos concretos son “El otro camino” y “Luz en el Mar” donde la progresión inicial nos encamina a escenarios musicales llenos de color y formas culminantes. Iván no sólo da vida a la base rítmica de las rolas, sino también convierte al bajo en un instrumento protagonista con nuevos sonidos “como en Holocausto” e intensifica las partes trascendentales de las rolas cuyos ejemplos más claros son “El muro de tu silencio” y “Nocturno”. Por su parte Joel imprime la fuerza en cada remate, así como la calma que antecede a la tormenta, crea el tiempo y el ritmo que nos conduce a toda una explosión de sonidos, pero es Maly quien transforma toda la fuerza que imprimen sus compañeros en melodías que con voz dulce y a la vez poderosa nos muestra por qué es considerada una de las mejores voces de la escena al lado de cantantes como Duan Marie (Anabantha) y Marcela Bovio (Stream of Passion), cada una con un estilo único y particular de transmitir emociones y sentimientos.

## Canciones
Cada tema del disco de Fractalia es distinto, presentándonos toda una catarsis de sentimientos y confabulaciones crípticas que juegan con la mente de quien los escucha, permitiendo imaginarse o inventarse el significado de las letras, asimismo encontrando una justicia poética o un final acorde en cada letra.
“El portal de tu mente” trata el tema del terrorismo, esas sombras que se ocultan tratando de desestabilizar el mundo, donde uno sólo puede observar en silencio como se derrama sangre inocente en una guerra sin fin.
“El otro camino”, narra aquello que para muchos podría ser la transición entre la vida y la muerte. Sin embargo, constantemente nacemos y morimos a nuevas cosas, experiencias o hechos, por lo que el otro camino es la alternativa que se abre a nuestras continuas expectativas; vivir o morir está en nuestra capacidad de elegir.
“El muro de tu silencio” lo dedican a todas las personas que sufren alguna discapacidad, pero sobre todo a aquellas que la parálisis cerebral mantiene atrapadas en un cuerpo que no les responde y que a su pesar se convierte en una prisión de por vida. Sólo ven pasar la vida sin poder expresar su sufrimiento.
“Holocausto” habla del genocidio en contra de los judíos ocurrido en los años 40. Establece claramente la posición de la banda en contra de cualquier tipo de discriminación, ya sea por diferencias de raza, credo, condición social, política o económica. 
“Nocturno” nos muestra al ser diferente que todo mundo teme y reconoce como el ser oscuro más interesante y de quien se han hecho infinidad de historias. Es el ser que condena y se redime con un beso, visto de forma más humana y a la vez con temor y respeto.
“Luz en el mar” nos lleva a paisajes etéreos y fantásticos ocultando la cruda realidad, donde el alma sufre y la mente parece agotar todo para tratar de aliviar los sentimientos encontrados por un ser amado que se ha alejado, rememorando e integrando elementos cósmicos como parte de la trama de esta agonía.
“Martirio” se da la redención del ser nocturno que ama tanto que se redime ante la tentación de convertir a otro ser en alguien como él.
“Resucítame” maneja la dependencia que genera la adicción a las drogas y cómo la vida gira en torno a estas, llegando a un punto en que no deseas vivir más sin ellas.
“La tumba de Obediah” está basada en uno de los cuentos de H.P. Lovecraft, “La Sombra de Innsmouth”, dónde Obediah Marsh, tras una falsa negociación es condenado a sufrir la transformación de Innsmouth, maldición que sólo le permite vivir bajo el agua y visitar por periodos cortos la tierra.
“Ritual” trata de una ceremonia azteca en donde los sacerdotes ofrecían el corazón de los prisioneros como sacrificio para calmar al Dios de la Guerra.
En las presentaciones en vivo se han estrenado nuevos temas que muy probablemente escucharemos en su próxima producción. Temas como “Déja-vu” y “Oculta” han venido siendo parte constante en los playlists de la banda. A últimas fechas se han integrado temas como “Renacer”, presentada por primera vez en 2005 en Toluca y que buscará seguramente ser lo que “El otro camino” fue para el primer disco. “Tu piedad” que causó gran impacto desde su estreno en 2006 en Celaya, Guanajuato., fue plasmada en un home video que circula en la red. Más recientemente “Luna Púrpura” estrenada en Salamanca, Guanajuato; nos deja con muy buena impresión sobre lo que esta banda puede ofrecer en su próxima producción.

## Miembros
- Malinaly Reyes (Voz)
- César Díaz (Guitarra)
- Iván Díaz (Bajo)
- Joel Villanueva (Batería)

- Datos: Q5864558